# Arcidiocesi di Beroe
L'arcidiocesi di Beroe (in latino: Archidioecesis Beroënsis) è una sede soppressa e sede titolare della Chiesa cattolica.

## Storia
Beroe, corrispondente alla città di Stara Zagora nell'odierna Bulgaria, è un'antica sede arcivescovile autocefala della provincia romana di Tracia nella diocesi civile omonima e nel patriarcato di Costantinopoli.
Secondo la tradizione greca, primo vescovo della città fu Carpo, discepolo di san Paolo, menzionato nella seconda lettera a Timoteo (4,13).
Beroe è menzionata nella Notitia Episcopatuum dello pseudo-Epifanio, composta durante il regno dell'imperatore Eraclio I (circa 640); in questo documento appare al 16º posto tra le arcidiocesi autocefale del patriarcato. La città venne occupata dai Bulgari nel IX secolo e non compare più in nessuna Notitia dopo questo periodo.
Si conoscono con certezza due vescovi di Beroe: il vescovo ariano Demofilo, che attorno al 370 riuscì a farsi trasferire sulla sede di Costantinopoli; e l'apollinarista Eunomio, che occupò la sede poco dopo Demofilo. Secondo Raymond Janin, il vescovo Sebastiano attribuito da Le Quien a questa sede, appartiene invece alla diocesi greca di Berrea.
Dal XVIII secolo Beroe è annoverata tra le sedi arcivescovili titolari della Chiesa cattolica; la sede è vacante dal 13 ottobre 2000.

## Cronotassi

### Arcivescovi greci
- Carpo † (I secolo)
  - Demofilo † (344 - 370 nominato arcivescovo di Costantinopoli) (vescovo ariano)
  - Eunomio † (vescovo apollinarista)
- Sebastiano ? † (prima del 451 - dopo il 458)

### Arcivescovi titolari
- Felice Samuele Rodotà † (17 settembre 1735 - 15 ottobre 1740 deceduto)
- José Miralles y Sbert † (13 marzo 1930 - 23 dicembre 1947 deceduto)
- Pio Leonardo Navarra, O.F.M.Conv. † (2 febbraio 1951 - 29 gennaio 1954 deceduto)
- Costantine Bohacevskyj † (5 aprile 1954 - 10 luglio 1958 nominato arcieparca di Filadelfia)
- Victor Alphonse Marie Sartre, S.I. † (12 gennaio 1960 - 13 ottobre 2000 deceduto)